# Aerotransportes-Entre-Rios-Flug 501/90
Der Aerotransportes-Entre-Rios-Flug 501/90 (Flugnummer: RS501/90) war ein interkontinentaler Frachtflug der argentinischen Frachtfluggesellschaft Aerotransportes Entre Rios am 27. September 1975. An diesem Tag verunglückte eine Canadair CC-106 Yukon, die nach Panama-Stadt fliegen sollte, beim Start vom Miami International Airport. Bei dem Unfall kamen sechs der zehn Personen an Bord der Maschine ums Leben.

## Maschine
Bei dem Flugzeug handelte es sich um eine 1961 gebaute Canadair CC-106 Yukon mit der Werknummer 5. Die Maschine absolvierte am 25. März 1961 ihren Erstflug, ehe sie am 23. Mai 1961 an ihren Besteller, die Royal Canadian Air Force ausgeliefert und dort beim 437. Transportgeschwader (RCAF 437 Sqn.) auf der Canadian Forces Base Trenton in Betrieb genommen wurde. Die Maschine erhielt das militärische Luftfahrzeugkennzeichen 15925, welches sie auch behielt, als die Einheit zum 1. Februar 1968 in Canadian Armed Forces 437 Sqn. umbenannt wurde. Am 26. Mai 1970 wurde das Kennzeichen in 106925 geändert. Die Maschine wurde noch im selben Jahr ausgeflottet und am 1. November 1970 durch das Unternehmen International Aerodyne ersteigert und in Montréal eingelagert. Am 13. November 1970 wurde die Maschine an die Aerotransportes Entre Rios verkauft und mit dem neuen Kennzeichen LV-JSY wiederzugelassen. Am 27. Mai 1972 ereignete sich mit der Maschine ein Landezwischenfall, als diese mit eingefahrenem Fahrwerk auf dem Flughafen Buenos Aires-Ezeiza aufgesetzt wurde. Das Flugzeug wurde anschließend wieder repariert und in Betrieb genommen. Das viermotorige Langstrecken-Frachtflugzeug war mit vier Turboproptriebwerken des Typs Rolls-Royce Tyne 515-10 ausgerüstet. Bis zum Zeitpunkt des Unfalls hatte die Maschine eine Gesamtbetriebsleistung von 20.108:54 Betriebsstunden absolviert, auf die 5.891 Starts und Landungen entfielen.

## Insassen
An Bord der Maschine befanden sich eine sechsköpfige Besatzung, bestehend aus zwei Cockpitbesatzungen, die sich auf der langen Flugstrecke abwechseln sollten. Es waren zudem vier Passagiere an Bord, die mit dem Handling der beförderten Fracht betraut waren. Zum Unfallzeitpunkt wurde die Maschine durch folgende drei Besatzungsmitglieder gesteuert:
- Der 49-jährige Flugkapitän Pedro Jose Guerra arbeitete seit dem 4. August 1972 für die Aerotransportes Entre Rios. Neben der Canadair CL-44 besaß er eine Musterberechtigung für die Curtiss C-46. Guerra verfügte über 11.601 Stunden Flugerfahrung, von denen er 2.352 Stunden in der Canadair CL-44 geflogen war.
- Der 30-jährige Erste Offizier Richard Hofmann wurde am 5. Dezember 1974 durch die Aerotransportes Entre Rios eingestellt. Er verfügte über 1.876 Stunden Flugerfahrung, von denen er 486 Stunden in der Canadair CL-44 absolviert hatte.
- Der 51-jährige Flugingenieur Carlos DaCruz arbeitete seit dem 5. August 1971 für die Aerotransportes Entre Rios. Er war neben der Canadair CL-44 auch für die Douglas DC-3 und die Lockheed L-749 Constellation zertifiziert. Seine kumulierte Flugerfahrung belief sich auf 5.449 Stunden, davon hatte er 3.539 Flugstunden im Cockpit der Canadair CL-44 absolviert.

## Fracht
Die Fracht bestand aus Flugzeugmotoren, Traktoren- und Fahrzeugteilen sowie Parfüm. Das Parfüm – eine brennbare Flüssigkeit – war ordnungsgemäß verpackt und gekennzeichnet.

## Unfallhergang
Vor dem Abflug reichte die Besatzung einen Flugplan ein, auf dem die Durchführung des Fluges nach Panama-Stadt im Instrumentenflug angegeben war. Die Maschine erhielt um 05:55 Uhr die Rollfreigabe für die Startbahn 27L des Flughafens Miami. Der Startlauf begann gegen 6:00 Uhr morgens, in der Dunkelheit (Sonnenaufgang in Miami war an diesem Tag um 07:11 Uhr), unter Sichtflugwetterbedingungen. Der Startlauf schien zunächst normal, doch bei Erreichen der Rotationsgeschwindigkeit hob die Maschine nicht ab. Zwei bis drei Sekunden später leitete der Kapitän einen Startabbruch ein, indem er die Schubumkehr aktivierte und die Fahrwerksbremsen betätigte. Die Maschine überschoss das Startbahnende, kollidierte mit den ILS-Antennen und durchbrach die Flughafenumzäunung. Die Maschine rollte 879 Fuß hinter der Startbahn über einen Rasen, ehe sie die außerhalb des Flughafens liegende Perimeter Road überrollte und in einen dahinter, zwischen der Inner Perimeter Road und der Outer Perimeter Road liegenden Drainagekanal fiel. Dabei wurde die vordere Rumpfsektion abgerissen und schlitterte über die Outer Perimeter Road, wobei sie mit einem geparkten VW-Bus zusammenstieß, dessen Insasse dabei verletzt wurde. Die Maschine ging nach dem Aufprall in Flammen auf und brannte vollständig aus.

## Opfer und Überlebende
Bei dem Unfall kamen vier der sechs Besatzungsmitglieder und zwei der vier Passagiere ums Leben. Nur zwei Passagiere und zwei Besatzungsmitglieder überlebten.

## Ursachen

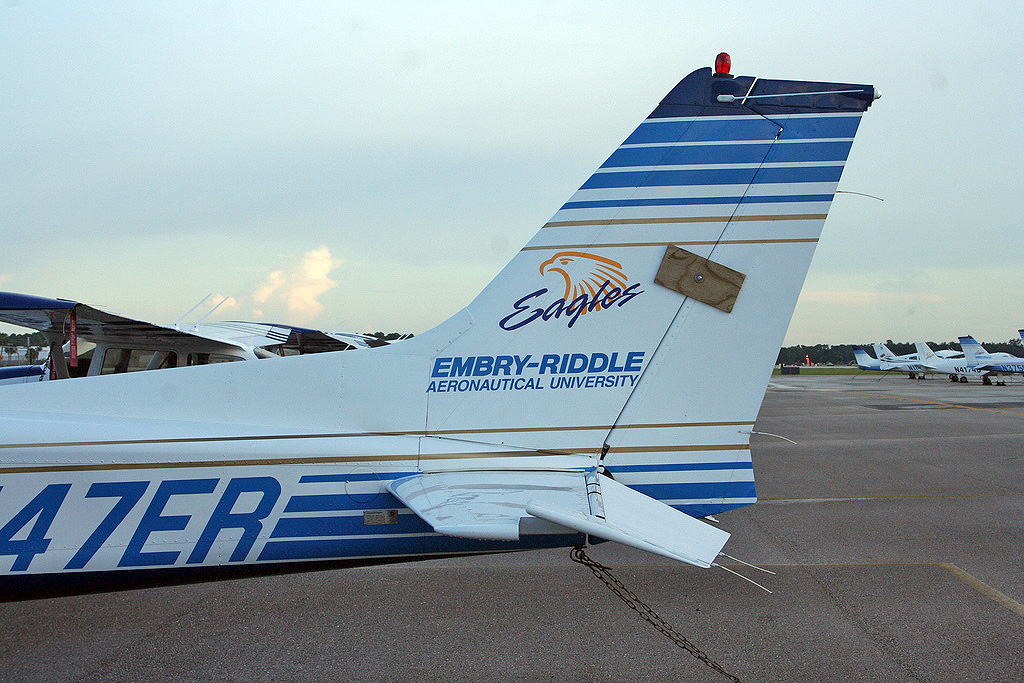
Beispiel für eine provisorische, externe Ruderverriegelung, hier am Seitenruder

Das National Transportation Safety Board (NTSB) untersuchte den Zwischenfall. Der Unfallbericht wurde am 10. März 1976 veröffentlicht. Die Ermittler stellten darin fest, dass die Ursache für den Unfall die Durchführung des Startlaufs war, ohne zuvor eine provisorische, hölzerne Rudersperre am Höhenruder zu entfernen, welche am rechten Flettner-Ruder angebracht war. Das Höhenruder konnte somit nicht in die für das Abheben erforderliche Stellung gebracht werden.
Die Rudersperre gehörte nicht zu den zertifizierten Baugruppen der Maschine. Die CL-44 verfügte werksseitig über eine hydraulische Rudersperranlage, welche jedoch nach einem Flugunfall im Jahr 1970 bei den meisten Maschinen dieses Typs entweder modifiziert oder deaktiviert wurde, nachdem festgestellt worden war, dass die Unfallmaschine abgestürzt war, nachdem sich die Rudersperranlage selbsttätig im Flug aktiviert hatte. Die Aerotransportes Entre Rios gehörte zu jenen Fluggesellschaften, welche das System deaktivierten. Sie setzte provisorische externe Rudersperren aus Holz ein, die zwischen den Flügen durch die Besatzung an den Rudern angebracht wurden.